# Dán Királyi Könyvtár
A Dán Királyi Könyvtár Dánia nemzeti könyvtára, a skandináv országok legnagyobb könyvtára, emellett a Koppenhágai Egyetem könyvtára is.
A könyvtárban minden, a 17. századtól Dániában nyomtatott könyvnek legalább egy példánya megtalálható, azonban a jelentős adományoknak köszönhetően szinte az összes Dániában nyomtatott könyv itt fellelhető, még az első is, ami 1482-ben készült.

## Története
1648-ban III. Frigyes dán király alapította, adományainak köszönhetően pedig a könyvtár széleskörű európai könyvgyűjteménnyel gazdagodott. A nyilvánosság számára 1793-ban nyílt meg, azonban 1989-ben összeolvadt a Koppenhágai Egyetemmel, 2005-ben pedig a Dán Tudományos és Orvosi Könyvtárral. 2006. január 1-től a hivatalos neve Det Kongelige Bibliotek, Danmarks Nationalbibliotek og Københavns Universitetsbibliotek (Dánia Királyi Könyvtára, Nemzeti Könyvtára és a Koppenhágai Egyetem Könyvtára), majd 2008-ban a Dán Néprajzi Archívum is a könyvtár részévé vált. Bárki, aki 18 évnél idősebb, szabadon használhatja a gyűjteményt, a ritka vagy különleges tételek hozzáféréséhez azonban külön engedély szükséges, amelyet csak azok kaphatnak meg, akik valamilyen tudományos kutatást folytatnak.

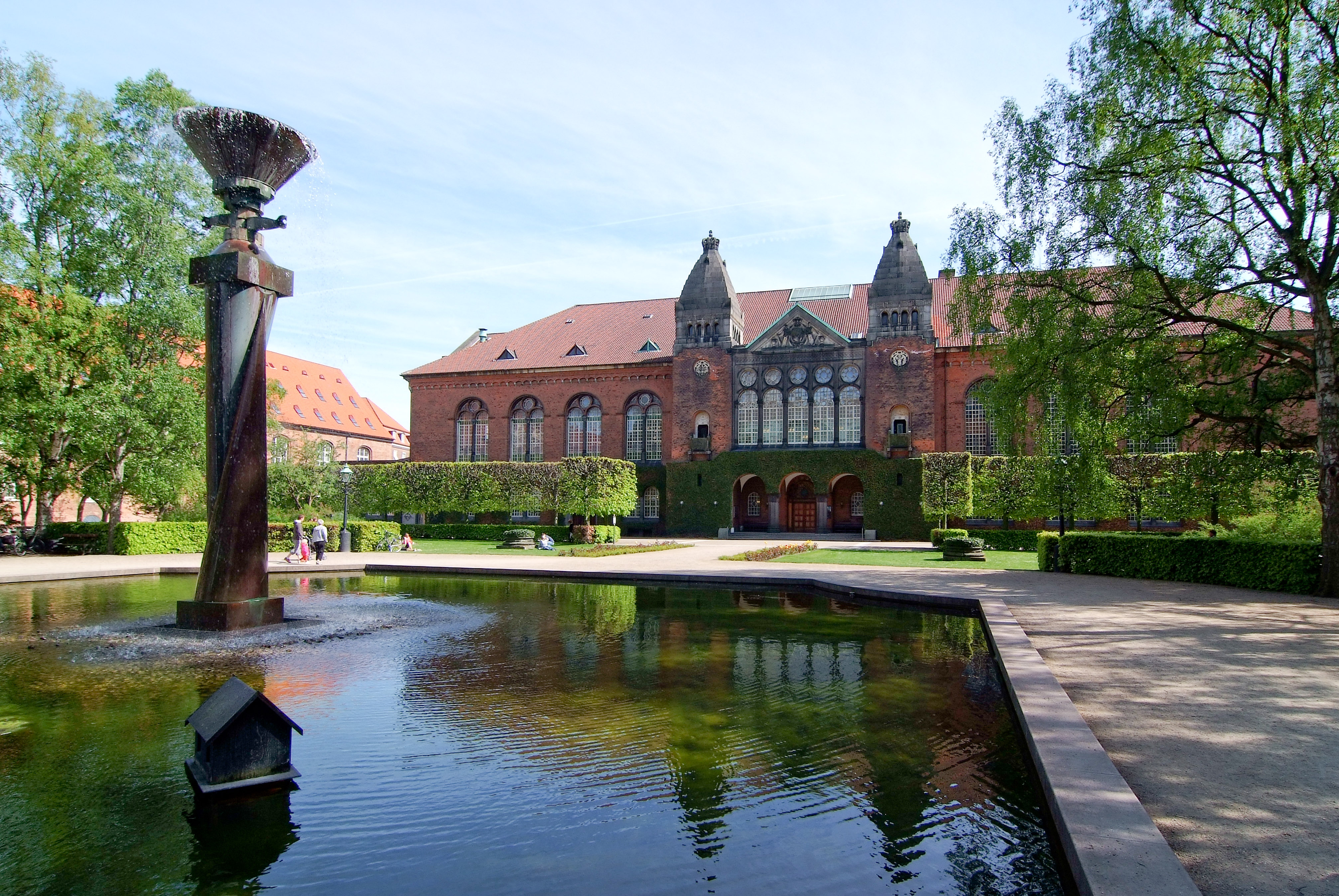
A könyvtár régi épülete

## Gyűjtemény
Könyveket, folyóiratokat, újságokat, röpiratokat, vállalati kiadványokat, kéziratokat, levéltári dokumentumokat, térképeket, metszeteket, fényképeket, kottákat, népszokási és népviseleti dokumentációkat is egyaránt őriznek a könyvtárban, valamint a kiadott könyvek kötelespéldányait.
A könyvtárban nagyjából 35.100.000 tételt tárolnak, ebből 6.400.000 könyv és folyóirat, 19.900.000 nyomtatvány és folyóirat, 7.800.000 röpirat és vállalati kiadvány, emellett pedig még 1.000.000 más jellegű dokumentumot őriznek a könyvtárban. Ugyanakkor a könyvtárban további 564.000 GB adatot tárolnak, ebből 554.000 GB kötelespéldányokból származik, a többi 10.000 GB pedig különböző dokumentumok digitalizálásából.

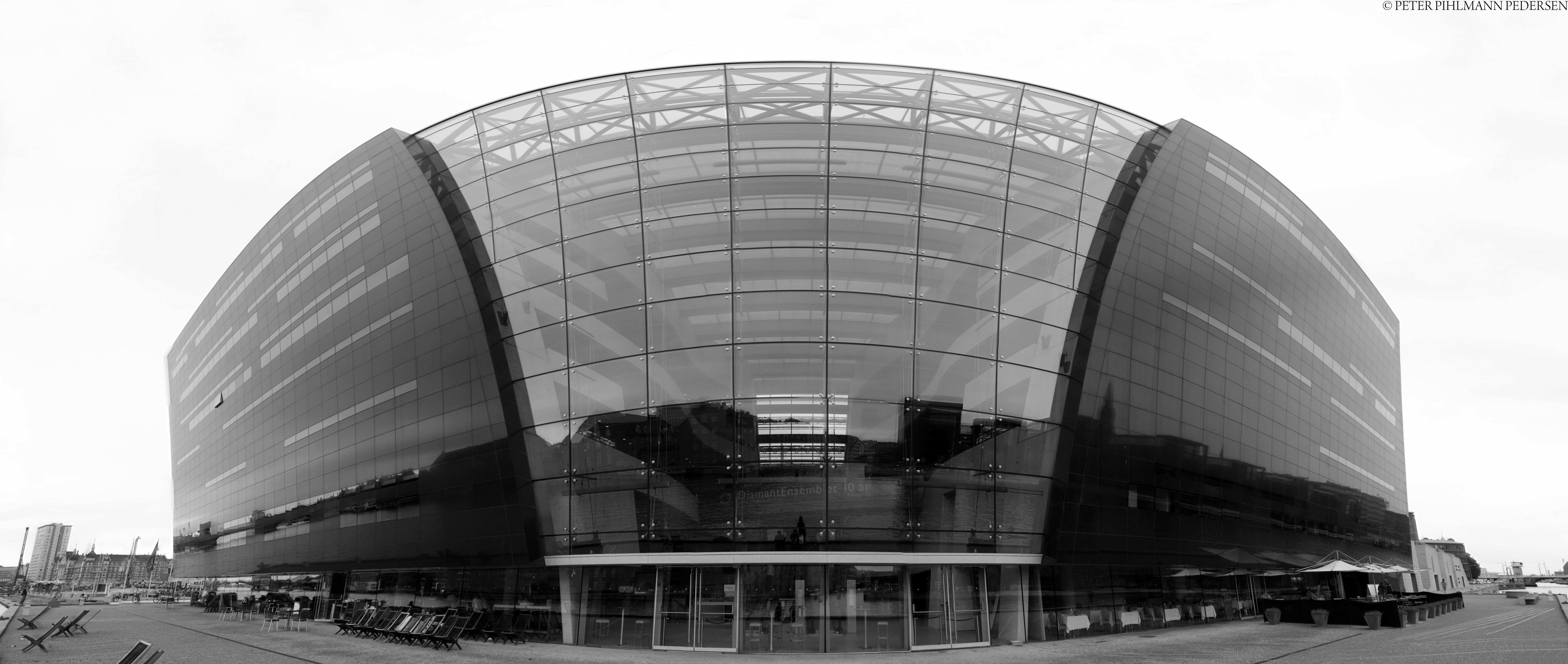
Panorámakép az új épületről

## Épületek
A központi épület Slotsholmenben (Koppenhága része) található, itt minden tudományággal kapcsolatos könyvhöz hozzá lehet férni. Emellett még négy másik épületben tárolják a könyveket. Egyik ilyen épület Nørre Alle-ben a Természettudományi és Orvostudományi Kar könyvtára, másik épület Gothersgade-ben a Társadalomtudományi Kar könyvtára. Amager-ben a Humán Tudományok Könyvtára található, míg Studiestræde-ben a Jogi Egyetem Könyvtára működik. Évente 11.300.000 alkalommal kölcsönöznek valamilyen dokumentumot a könyvtárból, ennek nagy részét, 10.800.000 tételt azonban digitalizált formában.
A Koppenhágában található régi épület központi csarnoka a Aacheni dóm másolata. 1999-ben azonban megnyitották az új épületet, ennek Fekete Gyémánt a neve, ezt annak köszönheti, hogy a külsejét fekete márvány és sötét ablakok borítják. Az új épület a könyvtár mellett egy koncerttermet is magába foglal, a régi és az új épületet pedig három híd köti össze.

## Könyvlopás
1968–1978 között a könyvtárból sikerült valakinek ellopnia 1600 régi könyvet, ezek értéke 50.000.000 $ volt. Az ellopott könyvek közé tartozott néhány Luther Márton által kiadott nyomtatvány, valamint Immanuel Kant, Thomas More és John Milton könyveinek első kiadásai. A könyvek eltűnését csak 1975-ben észlelték, de ezek sorsa ismeretlen volt. Azonban 1998–2002 között különböző aukciókon sikerült a tolvajnak eladnia néhány könyvet 2.000.000 $ értékben. 2003. szeptemberben egy londoni aukciós házban újabb könyvet szeretett volna eladni a tettes, azonban ekkor fény derült kilétére, rájöttek, hogy a könyvtár egyik részlegében valamikor vezetői funkciót töltött be. Mivel azonban a tettes még azon év februárban meghalt, a családja feladata lett a könyvek eladása. 2003-ban a család több házában is házkutatást tartottak és nagyjából 1500 könyvet visszaszereztek, azonban a családtagokat börtönbüntetésre ítélték.

## Fordítás
- Ez a szócikk részben vagy egészben  a   Royal Library, Denmark című angol Wikipédia-szócikk ezen változatának fordításán alapul.  Az eredeti cikk szerkesztőit annak laptörténete sorolja fel. Ez a jelzés csupán a megfogalmazás eredetét és a szerzői jogokat jelzi, nem szolgál a cikkben szereplő információk forrásmegjelöléseként.